# Marie-Anne Montchamp
Marie-Anne Montchamp (Tulle, 1 november 1957) is een politicus uit Frankrijk.
Ze was van 2005 tot 2010 voor Val-de-Marne de afgevaardigde in de Nationale Vergadering.
In de regering van Regering-Fillon III was ze van 2010 tot 2012 staatssecretaris voor Solidariteit.
Ook schreef Montchamp enkele wetenschappelijke boeken.